# ناحیه بروین، شهرستان کوک، ایلینوی
ناحیه بروین (به انگلیسی: Berwyn Township) یک منطقهٔ مسکونی در ایالات متحده آمریکا است که در شهرستان کوک (ایلینوی) واقع شده‌است. ناحیه بروین ۱۰٫۱۱ کیلومتر مربع مساحت دارد ۱۸۶ متر بالاتر از سطح دریا واقع شده‌است.